# Alberto Botía
Alberto Botía Rabasco (ur. 27 stycznia 1989 w Murcji) – hiszpański piłkarz grający na pozycji obrońcy w saudyjskim klubie Al-Hilal.

## Kariera klubowa
Urodzony w Murcji piłkarz w latach 2003–2006 był zawodnikiem drużyn młodzieżowych FC Barcelona. W wieku 17 lat został włączony do kadry B drużyny, a 30 maja 2009 zaliczył jedyny występ w barwach pierwszej drużyny. W latach 2009–2012 był zawodnikiem Sportingu Gijón. W 2012 roku przeszedł do Sevilli w barwach której 23 lutego 2013 roku zdobył bramkę w meczu przeciwko Barcelonie.
Przed rozpoczęciem sezonu 2013/2014 został wypożyczony do Elche CF. Po powrocie z wypożyczenia Sevilla zdecydowała o jego sprzedaży za 2 miliony Euro do drużyny mistrza Grecji - Olympiakosu. W ciągu czterech lat w barwach klubu z Pireusu zdobył 8 bramek w 67 meczach.
17 maja 2018 roku rozwiązał swój kontrakt z grecką drużyną, natomiast 26 czerwca został ogłoszony nowym piłkarzem klubu Al-Hilal. Był to pierwszy transfer zespołu z Arabii Saudyjskiej pod wodzą nowego szkoleniowca Jorge Jesusa.

## Kariera reprezentacyjna
Botia w 2009 roku otrzymał po raz pierwszy powołanie do reprezentacji Hiszpanii do lat 21. W tym samym roku pojechał na Mistrzostwa Świata U-20 w Piłce Nożnej 2009 podczas których wystąpił we wszystkich czterech meczach Hiszpanów. Dwa lata później był podstawowym zawodnikiem drużyny, która zdobyła Mistrzostwo Europy do lat 21. W tym samym roku w sierpniu otrzymał po raz pierwszy powołanie do seniorskiej kadry od Vicente del Bosque. Ostatnią dużą imprezą dla Alberto były Letnie Igrzyska Olimpijskie 2012 podczas których wystąpił w dwóch ostatnich meczach reprezentacji Hiszpanii, która odpadła z turnieju nie zdobywając nawet bramki.